# Lejos de los hombres
Lejos de los hombres (en francés: Loin des hommes) es una película dramática francesa de 2014 dirigida por David Oelhoffen y protagonizada por Viggo Mortensen y Reda Kateb. La película está basada en el cuento "El invitado", de Albert Camus de su recopilación de cuentos El exilio y el reino.
Mortensen (que también coproduce la película) comentó que, mientras hacía la película, pensó en "las poblaciones europeas contra la población nativa de Estados Unidos, pero también en Gaza" y "el país artificial llamado Irak que fue creado por los europeos y que ahora se está desmoronando".
Lejos de los hombres fue seleccionada para competir en la sección oficial a León de Oro en el Festival Internacional de Cine de Venecia de 2014. TAmbién fue exhibida en la sección de proyecciones especiales en el Festival Internacional de Cine de Toronto.

## Argumento
Ambientada en la Argelia francesa, la historia nos narra la vida de Daru, un profesor francés de ascendencia española (Viggo Mortensen), que acepta el encargo de ayudar a Mohammad, un pacífico argelino acusado de asesinato (Reda Kateb). Para ello, tendrán que luchar contra los colonos franceses, que reivindican la justicia de sangre.

## Reparto
- Viggo Mortensen como Daru
- Reda Kateb como Mohamed
- Djemel Barek como Slimane
- Vincent Martin como Balducci
- Nicolas Giraud como Teniente Le Tallec
- Jean-Jerome Esposito como Francis
- Hatim Sadiki como Abdelkader
- Yann Goven como Rene
- Antoine Régent como Claude

## Acogida de la crítica
La película fue muy bien recibida por la crítica. Rotten Tomatoes calificó con un 79% sobre la valoración de 24 críticos con una puntuación de 6.8/10.
Según Manohla Dargis del New York Times, "aunque Camus establece el curso inicial de la película, Oelhoffen la dirige resueltamente con un contexto político, una retrospectiva histórica, un imperativo moral inequívoco y un par de actuaciones bien emparejadas.
Por otro lado, Desiré de Fez de la revista Fotogramas comentaba que "David Oelhofen conjuga en el notable western 'Lejos de los hombres' dos variables que no suelen ir juntas: delicadeza y contundencia".

## Premios y distinciones
Festival Internacional de Cine de Venecia
| Año  | Categoría                 | Resultado |
| ---- | ------------------------- | --------- |
| 2014 | Premio SIGNIS             | Ganador   |
| 2014 | Mejor película Venezia 71 | Ganador   |
| 2014 | Premio Interfilm          | Ganador   |